# 丸紅
丸紅株式会社（まるべに、英: Marubeni Corporation）は、東京都千代田区大手町一丁目に本社を置く大手総合商社。「正 新 和」（英: Fairness, Innovation and Harmony.）を社是として定めている。
旧富士銀行 （現みずほ銀行）の融資系列からなる芙蓉グループの芙蓉会と、芙蓉懇談会の会員企業である。
日経平均株価およびTOPIX Large70、JPX日経インデックス400の構成銘柄の一つ。

## 概要
三菱商事、三井物産、伊藤忠商事、住友商事と共に五大商社の一つ。また、最近ではここに双日、豊田通商、兼松を追加して八大商社と称されることもある。1960年代から1970年代前半には三井物産・三菱商事と並んでスリーエムと称される総合商社トップ3の一角であったが、その後伊藤忠商事が安宅産業を合併して力を付けたことや、住友商事の台頭、さらにはロッキード事件の影響などによって業績が低迷した時期もあった。
1997年のアジア通貨危機によって各商社は甚大な負債や不良債権を抱え、それにより丸紅も一時は倒産の危機に直面したものの、中期再建計画であるAction21 A Planに沿って業績のV字回復を達成する。その後は、他商社とともに「商社夏の時代」を謳歌している。特に丸紅は伝統的に紙・パルプ部門、食料部門、電力部門に強みを持っている他、空前の資源高の恩恵、またはリスク・マネジメントの強化などもあって、2013年3月期は2期連続で過去最高益を更新し、売上高は七大商社中第3位となった。
2020年3月、産油国による協調減産体制が終了したところに新型コロナウイルス流行に伴う景気減速が重なり、原油価格が50ドル台から20ドル台に暴落。メキシコ湾岸油田や北海油田で行ってきた石油・ガス開発事業やアメリカの穀物事業で大きな減損損失が発生した。同年3月25日の記者会見では、2020年3月期の最終損益見通しを過去最大となる1900億円の赤字となる見通しを発表した。2021年3月期の最終損益は原油価格や銅の資源価格も高まり、一転して2253億円の大規模な黒字転換を果たしている。

## 沿革

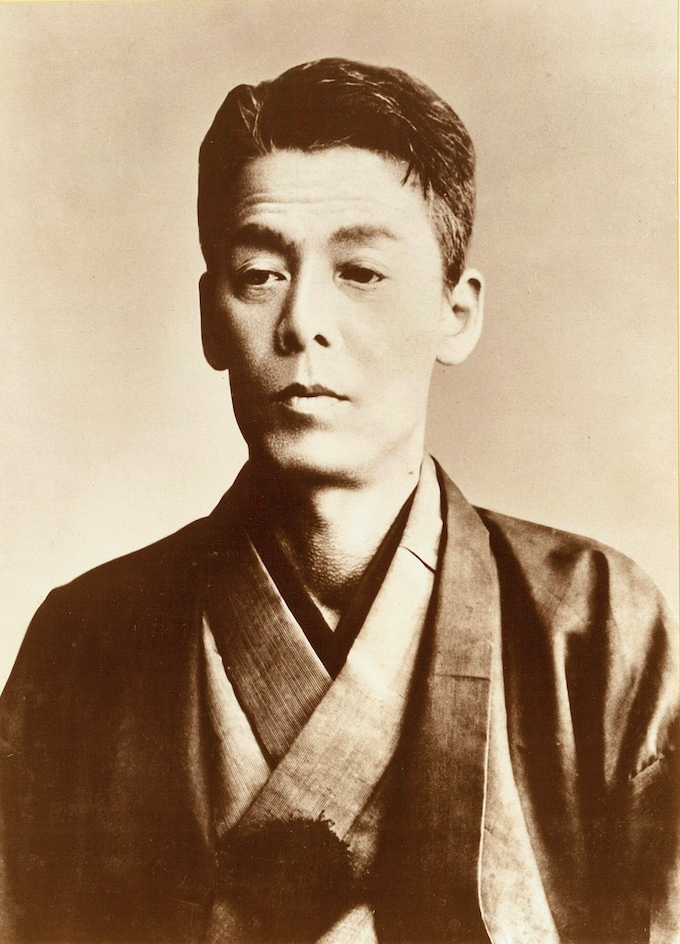
創業者・初代伊藤忠兵衛

1858年、初代伊藤忠兵衛が麻布の「持下り」行商を開始したことをもって創業としている。そのため、同業の伊藤忠商事とは同根。その後、いったん伊藤忠と分割されたものの、戦時中に再度合併（大建産業）、戦後の財閥解体措置により再度両社は分割され、1949年に現在と直接つながる丸紅株式会社が設立された。

### 年表
- 1858年5月 伊藤忠兵衛によって麻布類の卸売業として近江国犬上郡八目村（現・豊郷町大字八目）で創業する。
- 1872年1月 大阪府東大組（のちの東区、現・大阪市中央区）本町二丁目に紅忠（べんちゅう）を創立する。
- 1914年12月 伊藤忠合名会社に改組する。
- 1918年12月 伊藤忠合名会社を株式会社伊藤忠商店（丸紅の前身）と伊藤忠商事株式会社に分割する。
- 1921年3月 伊藤忠商店と伊藤長兵衛商店（伊藤忠兵衛の兄の六代伊藤長兵衛が創立）が合併して、株式会社丸紅商店となる。初代社長には七代伊藤長兵衛が就任する。
- 1941年9月 丸紅商店、伊藤忠商事、岸本商店の3社が合併して、三興株式会社となる。
- 1944年9月 三興、大同貿易、呉羽紡績の3社が合併して、大建産業となる。
- 1949年12月1日 大建産業が過度経済力集中排除法の適用を受け、4社（伊藤忠商事、丸紅、呉羽紡績、尼崎製釘所）に分割され、丸紅株式会社として設立される。
- 1955年9月 貿易会社の高島屋飯田株式会社（髙島屋系）と合併し、商号を丸紅飯田株式会社に変更する。
- 1966年4月 東通株式会社（旧・浅野財閥の浅野物産の後身）を合併する。その際に東京支社を東京本社に昇格し、2本社制を採用した。管理本部の殆どを大阪本社から東京本社に置き、丸紅の本社機能は実質的に東京に移った。
- 1972年1月 商号を丸紅株式会社に変更する。
- 1973年1月 株式会社南洋物産を合併する。
- 1976年 法人所得番付で同業他社の三菱商事を初めて抜く。当時の売上高は5兆7千億円[9]。
- 2001年10月 伊藤忠商事株式会社と鉄鋼製品部門を統合し、伊藤忠丸紅鉄鋼株式会社が発足する。
- 2003年6月  本店を大阪市中央区から東京都千代田区に移転する。
- 2016年8月 本店（丸紅ビルヂング）建て替えのため、東京都中央区日本橋日本橋タワーに移転する[10]。
- 2019年1月 石炭火力発電所の新規開発から原則として撤退することを発表[11]。
- 2021年
  - 1月 富山市に北陸支店を開設[12]。
  - 5月 完成した新本社ビルで業務を開始[13]。
- 2023年 - 株式会社トレードワルツに出資[14]。
- 2023年5月 明治産業を買収。[15]

### 歴代経営者
- 初代 伊藤忠兵衛（初代）
- 二代 伊藤長兵衛　(七代)
- 三代 古川鉄治郎
- 四代 市川忍：1949年12月 - 1964年5月
- 五代 檜山廣：1964年5月 - 1975年5月
- 六代 松尾泰一郎：1975年5月 - 1981年5月
- 七代 池田松次郎：1981年5月 - 1983年4月
- 八代 春名和雄：1983年4月 - 1987年6月
- 九代 龍野富雄：1987年6月 - 1992年8月
- 十代 鳥海巖：1992年8月 - 1999年4月
- 十一代 辻亨：1999年4月 - 2003年4月　東京大学法学部
- 十二代 勝俣宣夫：2003年4月 - 2008年4月　慶應義塾大学経済学部
- 十三代 朝田照男：2008年4月 - 2013年4月　慶應義塾大学法学部
- 十四代 國分文也：2013年4月 - 2019年4月　慶應義塾大学経済学部
- 十五代 柿木真澄：2019年4月 - 2025年4月　東京大学法学部
- 十六代 大本晶之：2025年4月 -（現職）早稲田大学商学部

## 事業
- 生活産業グループ
  - 食品
  - 穀物
  - ライフスタイル
  - 繊維
  - 衣料
  - 情報
  - 物流
  - ヘルスケア
  - 保険
  - 金融
  - 不動産
- 素材グループ
  - 農業
  - 化学品
  - 紙パルプ
- エネルギー・金属グループ
  - エネルギー
  - 石油
  - 金属
  - 鉄鋼
  - 石炭
  - 鉄鉱石
- 電力・プラントグループ
  - 電力
  - 発電
- 輸送機グループ
  - 航空
  - 船舶
  - 自動車
  - リース
  - 機械

## 拠点数
- 67カ国・地域、132カ所の日本および 海外事業所・海外現地法人（東京本社を含む）[注 2]

## 国内拠点
- 本社：東京都千代田区大手町1-4-2

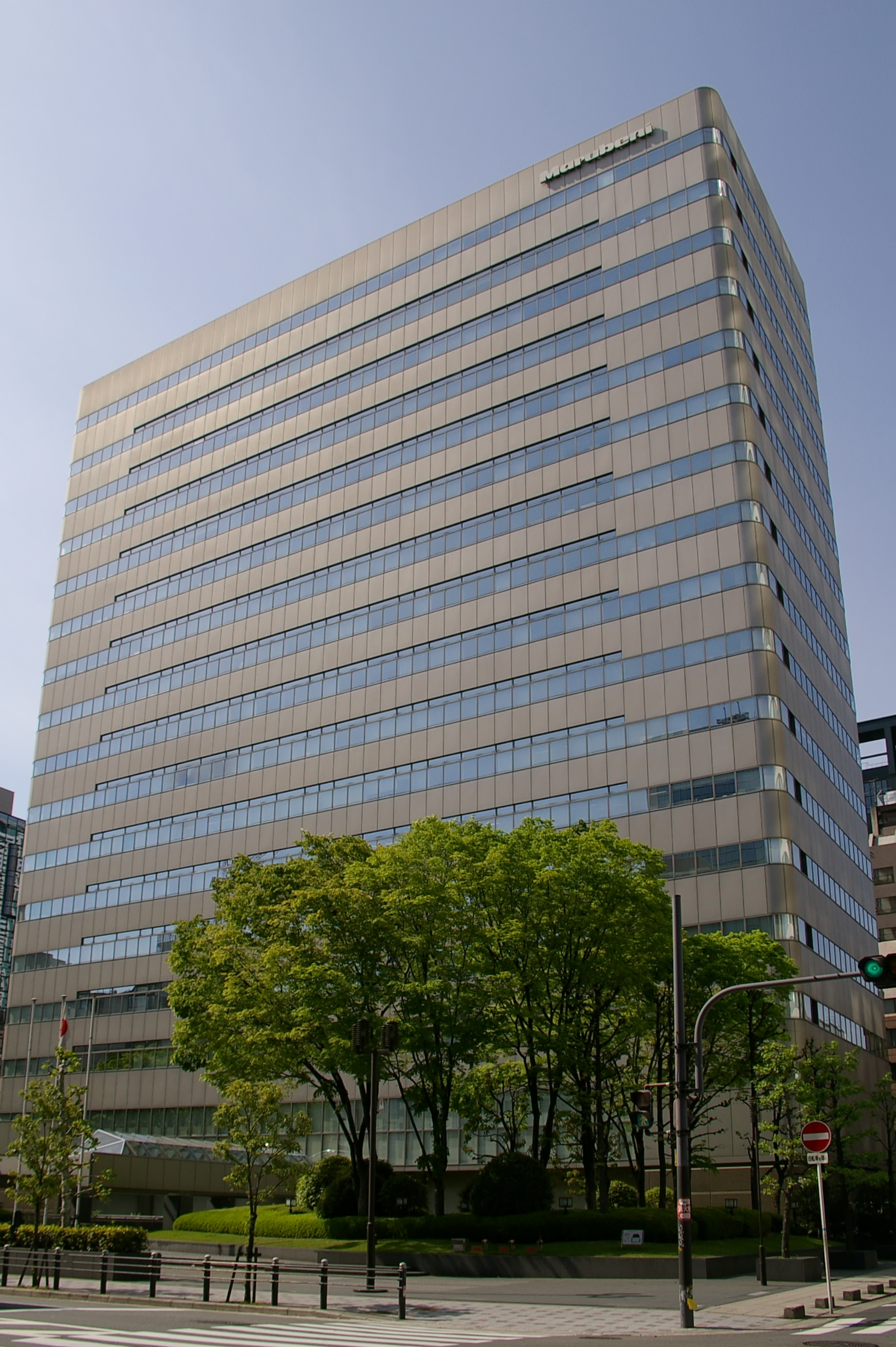
丸紅旧大阪支社ビル（大阪市中央区）

- 大阪支社：大阪市北区堂島浜1-2-1 新ダイビル31階
- 北海道支社：札幌市中央区南1条東1丁目5-1 大通バスセンタービル1号館7階
- 東北支社：仙台市青葉区中央2-9-10 セントレ東北7階
- 静岡支店：静岡市駿河区南町18-1 サウスポット静岡14階
- 中部支社：名古屋市中区錦2-2-2 名古屋丸紅ビル
- 中国支社：広島市中区袋町5-25 広島袋町ビル11階
- 九州支社：福岡市博多区博多駅前1-13-1 九勧承天寺通りビル12階
- 北陸支店：富山県富山市桜橋通り6-11 富山フコク生命第2ビル7階
- 浜松支店：静岡県浜松市中央区砂山町353-8 太陽生命浜松ビル5階
- 福山支店：広島県福山市鋼管町1 JFE管理センター別館3階
- 那覇支店：沖縄県那覇市久茂地3-21-1 国場ビル12階
- 船舶今治出張所：愛媛県今治市大台門町1-6-4 損保ジャパン今治ビル5階

## 関連企業
| - 丸紅建材リース（東証スタンダード） - 東洋精糖（東証スタンダード） - 片倉コープアグリ（東証スタンダード） - 丸紅テレコム - 丸紅不動産販売 - 丸紅情報システムズ - 日清丸紅飼料 - 芙蓉観光 - 丸紅テクノラバー - 丸紅エレネクスト - 丸紅エネルギー - 丸紅テツゲン - 丸紅ロジスティクス - 丸紅プラックス - 丸紅電力開発 - 丸住製紙 - 福山製紙 - 丸紅ケミックス - 丸紅オフィス・サプライ - 興亜工業 - エムジーリース - 丸紅食料 - ウェルファムフーズ - 丸紅新電力 |  | - エスフーズ（東証プライム） - 日清オイリオグループ（東証プライム） - 丸紅ネットワークソリューションズ - MXモバイリング - TMJ - イーツ - つなぐネットコミュニケーションズ - 相鉄ローゼン - 丸紅トランスポートエンジニアリング - 伊藤忠丸紅鉄鋼 - 丸紅メタル - サンアグロ - 丸紅紙パルプ販売 - 丸紅ペーパーリサイクル - アルテリア・ネットワークス - 丸紅ユティリティ・サービス - 丸紅テクマテックス - 丸紅プロテックス - 丸紅テクノシステム - みずほ丸紅リース - 京都丸紅 - 丸紅エネックス - 丸紅エッグ - 丸紅パワーシステムズ |

### 過去に傘下にあった子会社
- 丸紅ダイレクト（直販サイト 2004年2月29日をもって閉鎖）
- テンコーポレーション（「天丼てんや」の運営、現ロイヤルフードサービス）
- ロジテック
- ミステリチャンネル
- シネックスインフォテック（旧・丸紅インフォテック）
- 新日本レイキ
- 東武ストア（東京証券取引所市場第一部）

## 不祥事・事件

### ロッキード事件
- ロッキード事件

### インドネシア発電所開発をめぐる贈賄事件
2002年以降丸紅はフランス企業アルストムの米国子会社と共謀し、インドネシア・スマトラ島のタラハン火力発電所の事業契約(1億1800万ドル相当)が受注されるよう、インドネシアの国会議員や国有電力会社幹部に依頼。丸紅は受注成功の見返りとして米国内にあるコンサルタント会社の銀行口座を経由して数十万ドルをインドネシアの銀行口座に送金した。この贈賄工作により、2004年7月丸紅は事業を受注、2007年に発電所は完工した。2014年事実の調査に当ったアメリカ合衆国司法省は丸紅に調査協力を促したが丸紅はこれを拒否。司法省は丸紅を連邦海外腐敗行為防止法(FCPA)違反などの罪状でコネチカット連邦地方裁判所に提訴した。2014年3月19日丸紅はFCPA違反など8件の容疑事実を認め、罰金8800万ドル(約91億円)を支払う司法取引に合意。連邦地方裁判所は2014年5月15日に判決を出すことを決定した。2014年3月20日丸紅はニュースリリースのなかで2014年3月期連結業績予想（2100億円）に変更はないと見解を出したが、新たな独立コンプライアンスコンサルタントを起用する計画は否定した。丸紅の東証一部株価は発表後3週間で約80円下落。2014年3月26日、日本国外務省は政府開発援助円借款事業であるタラハン火力発電所事業において丸紅が不正を行いアメリカ司法省と司法取引をしたことに対し遺憾を表明し、丸紅に対し平成26年3月26日から平成26年12月25日までの9か月間ODA事業参加排除措置を執った。日本国には1998年に改定された不正競争防止法第18条で海外贈賄行為に対し10年以下の懲役もしくは1千万円以下の禁止罰金規定を定めているが、日本国の司法当局は本件事案に関し捜査を開始していない。

### 子会社による独占禁止法違反
2019年4月16日、丸紅子会社のアルテリア・ネットワークスは、私的独占の禁止及び公正取引の確保に関する法律（独占禁止法）違反の疑いがある行為が発覚したと発表。川上潤社長が引責辞任した。